# Raiffeisen-Volksbank Aurich

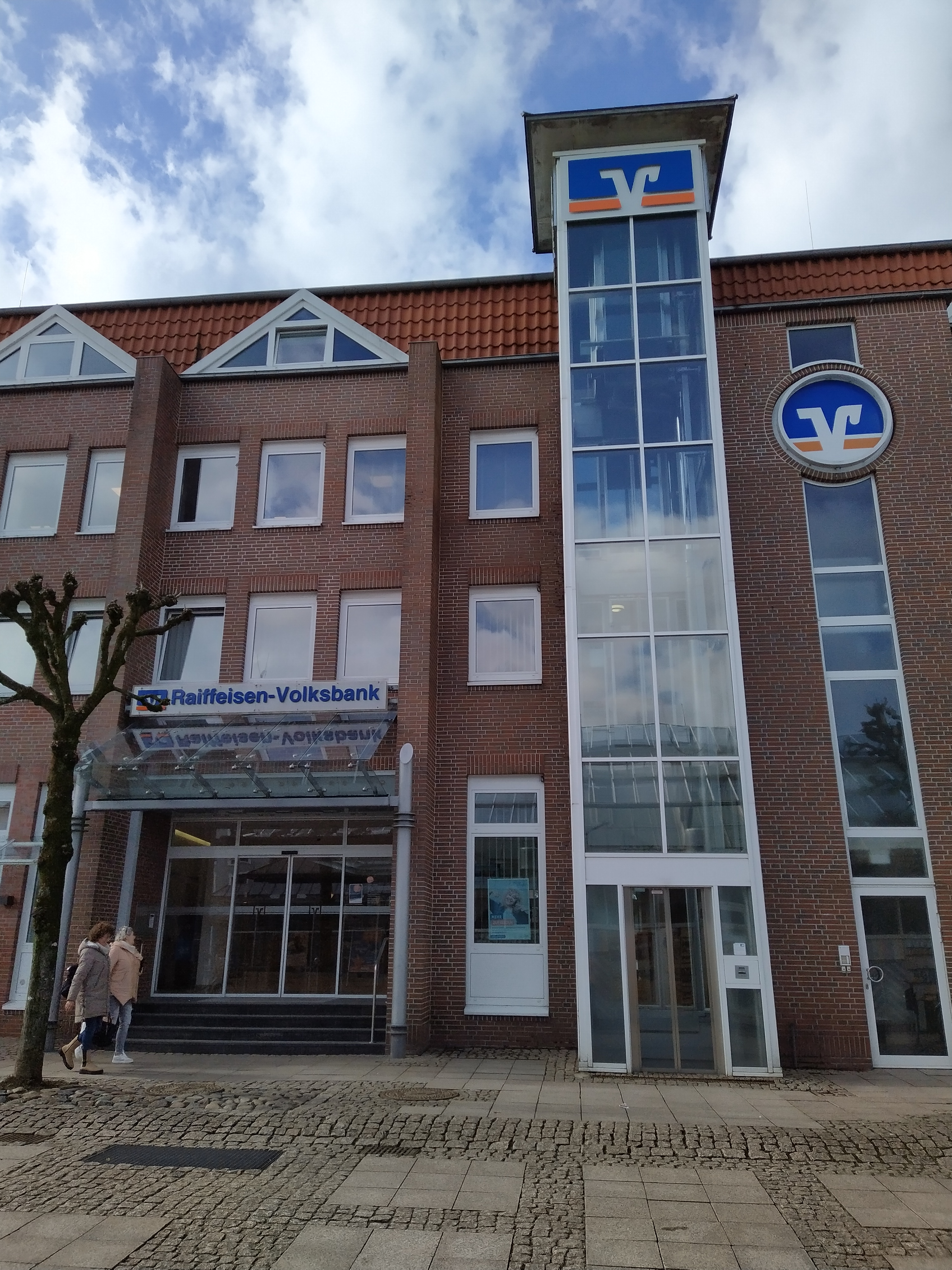
Zentrale am Marktplatz in Aurich

Die Raiffeisen-Volksbank eG mit Sitz in Aurich ist eine regional ausgerichtete deutsche Genossenschaftsbank in Ostfriesland. Das Geschäftsgebiet der RVB umfasst die Landkreise Aurich, Leer und Wittmund. In diesen unterhält die RVB insgesamt 10 Filialen in  Aurich, Blomberg, Detern, Friedeburg, Großefehn, Holtrop, Uplengen, Wallinghausen, Wiesmoor, und Wittmund.

## Geschichte
Die heutige Raiffeisen-Volksbank eG ist aus einer Reihe von Fusionen hervorgegangen, zuletzt aus der Fusion der Raiffeisen-Volksbank eG, Uplengen mit der Raiffeisen-Volksbank Aurich-Wittmund eG im Jahr 2001.
Die Anfänge der Raiffeisen-Volksbank eG Uplengen mit Sitz in Remels gehen auf die Remelser Spar- und Darlehnskasse eG zurück, die 1971 mit der Raiffeisenkasse Wiesmoor eG, 1974 mit der Spar- und Darlehnskasse Südgeorgsfehn eG, 1985 mit der Raiffeisenbank Hollen eG, 1989 mit der Spar- und Darlehnskasse Detern eG und 1992 mit der Raiffeisen-Volksbank Holtrop-Großefehn eG fusionierte. Die ursprüngliche Remelser Spar- und Darlehnskasse, die zunächst aus 38 Mitgliedern bestand, wurde im Jahr 1906 gegründet und feierte am 4. Mai 2017 ihr 111-jähriges Bestehen.
Die Raiffeisen-Volksbank Aurich-Wittmund eG war im Jahr 1997 durch Fusion der Volksbank Aurich eG mit der Raiffeisen-Volksbank Harlingerland eG, in der bereits 1989 die Raiffeisenbank Werdum eG, 1990 die Raiffeisenkasse Langefeld-Middels eG, 1991 die Raiffeisenbank Harlingerland eG in Blomberg und 1992 die Raiffeisenbank Leerhafe-Ardorf eG im Rahmen von Fusionen übernommen worden waren, entstanden. Im Jahr 1998 kam zudem die Raiffeisen-Volksbank Altes Amt Friedeburg eG hinzu.

## Tätigkeit
Die RVB hat ca. 20.000 Mitglieder. Sie versteht sich als Universalbank, für die insbesondere das Kredit- und Einlagengeschäft im Vordergrund steht. Darüber hinaus bietet die RVB ihren Kundinnen und Kunden mit RVB Mitnanner Olldag einen zusätzlichen Service für Schriftverkehr und Organisation, der über die Bankdienstleistungen hinausgeht. Die RVB wird in der Rechtsform einer eingetragenen Genossenschaft geführt, das heißt das Eigenkapital der RVB besteht neben den Rücklagen aus den Geschäftsguthaben der Mitglieder. Die RVB gehört der genossenschaftlichen FinanzGruppe an und arbeitet unter anderem mit der Bausparkasse Schwäbisch Hall, der R+V Versicherungsgruppe und der Fondsgesellschaft Union Investment zusammen.
Mit einer Bilanzsumme von 1,992 Milliarden Euro im Geschäftsjahr 2024 zählt die RVB zu den größeren Raiffeisen- und Volksbanken in Norddeutschland.

## Gesellschaftliches Engagement
Die RVB-Bürgerstiftung Ostfriesland mit Sitz in Uplengen hat den Zweck, gemeinnützige und mildtätige Zwecke in der Region Ostfriesland zu fördern. Dazu gehören Jugendpflege und Jugendfürsorge, Sport, Kunst und Kultur, das kirchliche Leben, Heimatpflege, Umwelt- und Landschaftsschutz, die Altenhilfe, das öffentliche Gesundheitswesen, das Wohlfahrtswesen und die Erziehung und Bildung. Ausgestattet wurde die RVB-Bürgerstiftung Ostfriesland im Jahr 2000 von der Raiffeisen-Volksbank eG mit einem Betrag von rund 150.000 Euro. Mittlerweile beträgt das Stiftungsvermögen etwa 550.000 Euro (Stand: Dezember 2023). Seit Gründung der Stiftung am 14. Dezember 2000 sind über 278.000 Euro für Förderzwecke ausgeschüttet worden.
Mit ihrem Regionalfonds unterstützt die RVB gemeinnützige Zwecke, soziale Projekte, Kunst- und Kulturprojekte sowie Vereinsprojekte vor Ort. Dabei werden die Mitglieder in die Entscheidung über die Vergabe von Fördermitteln einbezogen. Für sieben der acht Kundenbereiche entscheiden jeweils Regionalfondsbeiräte – bestehend aus jeweils drei Mitgliedern sowie einem Vorstands- und Aufsichtsratsmitglied –, welche Projekte aus dem jeweiligen Kundenbereich unterstützt werden (Großefehn und Holtrop werden hierbei als ein Bereich betrachtet).
Außerdem initiierte die RVB den RVB Bürgersonnenpark Aurich eG, die RVB Bürgersonnenpark Jümme-Uplengen-Wiesmoor eG sowie die RVB Bürgersonnenpark Friedeburg-Wittmund eG.
Seit Dezember 2015 ist die RVB des Weiteren unter dem Motto „Viele schaffen mehr“ mit einer Crowdfunding-Plattform „Förnanner“ (www.foernanner.de) gestartet. Vereine und gemeinnützige Institutionen können auf dieser Plattform ihre Projekte einstellen und bekannt machen, um Spenden einzuwerben. Die RVB fungiert hierbei als Vermittler, indem sie die entsprechende technische Plattform zur Verfügung stellt und die Zahlungen der Spender an die Projektinitiatoren weiterleitet. Außerdem fördert sie die Projekte, dadurch dass sie bei jeder Spende ab 20 Euro zudem noch einen Betrag pro Spender dazugibt. Seit dem Start der Plattform konnten somit bereits 49 Projekte vorgestellt werden und insgesamt, durch Spender und die RVB, eine Summe in Höhe von ca. 180.000 Euro (Stand: Juni 2024) an die Vereine und gemeinnützigen Institutionen ausgezahlt werden.

## Tochtergesellschaften
Die Raiffeisen - Volksbank eG besitzt aktuell 10 hundertprozentige Tochtergesellschaften, durch die sich die RVB in alternativen Geschäftsfeldern breit aufstellt. Dabei handelt es sich um sechs Investmentgesellschaften, die RVB Immobilienverwaltung GmbH, die RVB Immobilien GmbH, die RVB Mitnanner GmbH sowie die RVB Dienstleistungs GmbH.
Die sechs Investmentgesellschaften RVB Invest Ostfriesland (I-VI) dienen zur Vermietung und Verpachtung von gewerblichen und wohnwirtschaftlichen Immobilien.
Das Geschäftsfeld der RVB Immobilien GmbH umfasst die Vermarktung von Immobilien und sie steht ihren Kundinnen und Kunden mit einem Rundumservice zur Verfügung.
Die Dienstleistungsgesellschaft  RVB Mitnanner GmbH betreibt den Hausmeisterservice, RVB Mitnanner Huus, welcher sich als Nischenanbieter um die kleineren Reparaturen oder Renovierungsmaßnahmen im und am Haus sowie um die kleineren Gartenarbeiten kümmert.